# Hrb (Poľana)
Hrb je zalesněný vrch o nadmořské výšce 1255 m v severní části pohoří Poľana. Leží severně od vrchu Vepor, se kterým tvoří národní přírodní rezervaci Ľubietovský Vepor. Je také součástí CHKO Poľana. Hrb je geografickým středem Slovenska. Středová poloha Hrbu je vypočtena pomocí geometrických průsečíků.

## Přístup
- Po  značce po hřebeni z Veporu
- Po  značce od Chaty pod Hrbom

## Popis
Vrchol Hrbu tvoří impozantní, místy až 40 metrů vysoké skalní bradlo, spadající kolmou stěnou na sever a západ. Poskytuje nám výhled na všechny světové strany s výjimkou jihu, na bezprostřední malebné okolí luk, hlubokých lesů a horských vesniček Poľany a Veporských vrchů, ale také na západní část hřebene Nízkých Tater od Prašivé až po Ďumbier, za dobré viditelnosti lze spatřit až Královu holu a přes nízkotatranský hřeben i nejvyšší štíty Vysokých Tater. Směrem na západ a severozápad dominují pohledu vrcholy Velké Fatry, Kremnických vrchů a Vtáčniku, na východ zase Rudohorská diaľavy.